# Стайтс (Айдахо)
Стайтс (англ. Stites) — місто в окрузі Айдахо, штаті Айдахо, США. Лежить у нижньому каньйоні Південної гілки річки Клірвотер приблизно за 6 км вверх за течією від Кускіа на трасі Idaho State Highway 13. За даними перепису 2010 року населення становило 221 особу, що на 5 менше, ніж 2000 року.

## Географія
Стайтс розташований за координатами 46°5′33″ пн. ш. 115°58′35″ зх. д. / 46.09250° пн. ш. 115.97639° зх. д. (46.092478, -115.976522).  За даними Бюро перепису населення США в 2010 році місто мало площу 0,27 км², з яких 0,24 км² — суходіл та 0,03 км² — водойми.

## Демографія

### Перепис 2010 року
Згідно з переписом 2010 року, у місті проживало 221 осіб у 103 домогосподарствах у складі 57 родин. Густота населення становила 948,1 особи/км². Було 116 помешкання, середня густина яких становила 497,6/км². Расовий склад міста: 95,0 % білих, 1,4 % афроамериканців, 1,8 % індіанців, і 1,8 % людей, які зараховують себе до двох або більше рас. Іспанці і латиноамериканці незалежно від раси становили 3,2 % населення.
Із 103 домогосподарств 22,3 % мали дітей віком до 18 років, які жили з батьками; 44,7 % були подружжями, які жили разом; 7,8 % мали господиню без чоловіка; 2,9 % мали господаря без дружини і 44,7 % не були родинами. 34,0 % домогосподарств складалися з однієї особи, в тому числі 16,5 % віком 65 і більше років. В середньому на домогосподарство припадало 2,15 мешканця, а середній розмір родини становив 2,79 особи.
Середній вік жителів міста становив 47,1 року. Із них 20,4 % були віком до 18 років; 8,5 % — від 18 до 24; 19,5 % від 25 до 44; 32,5 % від 45 до 64 і 19 % — 65 років або старші. Статевий склад населення: 48,0 % — чоловіки і 52.0 % — жінки.
Середній дохід на одне домашнє господарство  становив 34 777 доларів США (медіана — 21 406), а середній дохід на одну сім'ю — 45 077 доларів (медіана — 35 000). За межею бідності перебувало 25,9 % осіб, у тому числі 36,0 % дітей у віці до 18 років та 21,7 % осіб у віці 65 років та старших.
Цивільне працевлаштоване населення становило 72 особи. Основні галузі зайнятості: освіта, охорона здоров'я та соціальна допомога — 40,3 %, мистецтво, розваги та відпочинок — 13,9 %, транспорт — 6,9 %, роздрібна торгівля — 6,9 %.

### Перепис 2000 року
Згідно з переписом 2000 року в місті проживало 226 осіб у 101 домогосподарствах у складі 58 родин. Густота населення становила 872,6 особи/км²). Було 110 помешкань, середня густина яких становила 424,7/км². Расовий склад міста: 95,58 % білих, 2,21 % індіанців, 0,44 % Азіатів і 1,77 % людей, які зараховують себе до двох або більше рас. Іспанці і латиноамериканці незалежно від раси становили 1,33 % населення.
Із 101 домогосподарства 24,8 % мали дітей віком до 18 років, які жили з батьками; 44,6 % були подружжями, які жили разом; 9,9 % мали господиню без чоловіка, і 41,6 % не були родинами. 34,7 % домогосподарств складалися з однієї особи, в тому числі 18,8 % віком 65 і більше років. В середньому на домогосподарство припадало 2,24 мешканця, а середній розмір родини становив 2,88 особи.
Віковий склад населення: 22,1 % віком до 18 років, 11,9 % від 18 до 24, 21,2 % від 25 до 44, 27,4 % від 45 до 64 і 17,3 % років і старші. Середній вік жителів — 42 роки. Статевий склад населення: 49,6 % — чоловіки і 50,4 % — жінки.
Середній дохід домогосподарств у місті становив US$22 386, родин — $30 000. Середній дохід чоловіків становив $35 625 проти $13 750 у жінок. Дохід на душу населення в місті був $10 933. Близько 16,2 % родин і 17,8 % населення загалом перебували за межею бідності, включаючи 9.6 % до 16 років і 23.7 % від 65 і старших.